# Corinium Dobunnorum

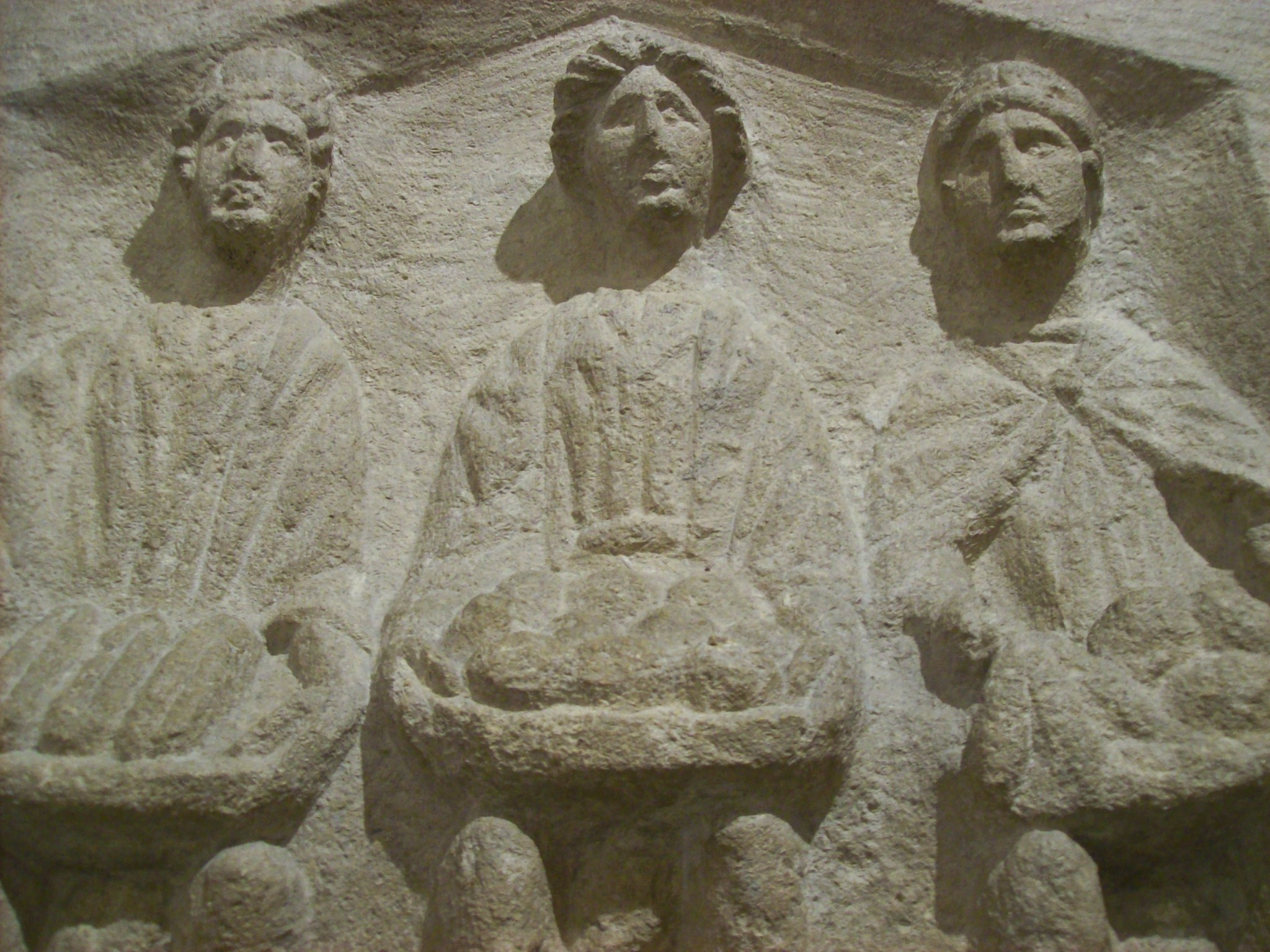
Rappresentazione delle Tre Madri su una scultura di Corinium

Corinium Dobunnorum fu la seconda più grande città della Britannia romana, oggi nota come Cirencester, ubicata nella contea inglese di Gloucestershire.
Un castrum romano fu creato a Corinium, nel territorio della tribù filo-romana dei Dobunni un anno dopo la conquista romana dell'isola. Il castrum fu abbandonato dalle truppe dopo il 70 e il luogo divenne civitas (capitale) dei Dobunni. Nei 20 anni successivi furono costruiti una strada e grandi edifici pubblici in pietra, due luoghi per il mercato e case private. Lo sviluppo continuò fino al IV secolo. Tre principali strade romane si incrociavano a Corinium, cosa che sottolinea l'importanza della città. Queste erano la Fosse Way, l'Akeman Street e la Ermin Street. Nel IV secolo la città divenne capitale della nuova provincia della Britannia Prima. Le mura cittadine erano ancora in riparazione nel V secolo e il foro continuò a essere accudito fino all'abbandono, avvenuto attorno al 430. L'anfiteatro, però, divenne il sito di un grande edificio in legno associato a ceramica dei secoli V e VI. Potrebbe essere stato il rifugio fortificato, noto come Caer Ceri, di re Cyndyddan, colui che combatté e trovò la morte nella battaglia di Deorham, combattuta nel 577 contro i sassoni del Wessex